# Play Game: Holiday
Play Game: Holiday là EP thứ tư của nhóm nhạc nữ Hàn Quốc Weeekly. Nó được phát hành vào ngày 4 tháng 8 năm 2021 bởi Play M và được phân phối bởi Kakao. Phiên bản vật lý của EP với hai phiên bản: "E World" và "M World". Nó chứa 5 bài hát, bao gồm cả đĩa đơn chính "Holiday Party".

## Quảng bá
Nhóm đã quảng bá đĩa đơn "Holiday Party" tại Inkigayo của SBS.

## Danh sách bài hát
| STT              | Nhan đề                   | Phổ lời                                        | Phổ nhạc                                                   | Thời lượng |
| ---------------- | ------------------------- | ---------------------------------------------- | ---------------------------------------------------------- | ---------- |
| 1.               | "Weekend"                 | danke Inner Child (Mono Tree)                  | pdly (Mono Tree) Inner Child (Mono Tree)                   | 3:15       |
| 2.               | "Check It Out"            | Jo Yoon-kyung                                  | Secret Weapon Christian Fast Maria Marcus                  | 3:26       |
| 3.               | "Holiday Party"           | Lee Seu-ran                                    | Coach & Sendo Cazzi Opeia Ellen Berg                       | 3:09       |
| 4.               | "La Luna"                 | Lee Seu-ran                                    | Blue Rhythm Frankie Day (THE HUB)                          | 3:37       |
| 5.               | "Memories Of Summer Rain" | Lee Hyeon-sang (ARTMATIC) DK arnold Socio Kate | Lee Hyeon-sang (ARTMATIC) Choi Jisan (ARTMATIC) XLMT Xelor | 3:31       |
| Tổng thời lượng: | Tổng thời lượng:          | Tổng thời lượng:                               | Tổng thời lượng:                                           | 17:00      |